# Campeonato Brasileiro Série C 2006
In 2006 werd de zeventiende editie van het Campeonato Brasileiro Série C gespeeld, de derde hoogste klasse van het Braziliaanse voetbal. De competitie werd gespeeld van 16 juli tot 29 november. Criciúma werd kampioen.

## Format
Er namen 63 clubs deel die in de eerste fase verdeeld werden over 16 poules van drie tot vier clubs, de top twee stootte telkens door naar de tweede fase. Hier werden de teams verdeeld over acht groepen van vier waarvan de top twee telkens weer doorging naar de derde fase. Opnieuw werden de teams verdeeld over vier groepen van vier waarvan de top twee zich voor de laatste fase plaatste. Hier bekampten de acht overblijvers elkaar en vanaf dit seizoen promoveerden maar liefst vier clubs naar de Série B.

## Eerste fase

### Groep 1
| Plaats | Club      | Wed. | W | G | V | Saldo | Ptn. |
| ------ | --------- | ---- | - | - | - | ----- | ---- |
| 1.     | Tuna Luso | 4    | 3 | 1 | 0 | 9:4   | 10   |
| 2.     | Rio Negro | 4    | 1 | 1 | 2 | 7:8   | 4    |
| 3.     | ADESG     | 4    | 1 | 0 | 3 | 3:7   | 3    |

|  | Geplaatst voor tweede fase |

### Groep 2
| Plaats | Club            | Wed. | W | G | V | Saldo | Ptn. |
| ------ | --------------- | ---- | - | - | - | ----- | ---- |
| 1.     | Fast Clube      | 6    | 4 | 1 | 1 | 7:3   | 13   |
| 2.     | Ananindeua      | 6    | 3 | 1 | 2 | 12:8  | 10   |
| 3.     | Amapá           | 6    | 1 | 2 | 3 | 7:11  | 5    |
| 4.     | São Raimundo-RR | 6    | 1 | 2 | 3 | 5:9   | 5    |

|  | Geplaatst voor tweede fase |

### Groep 3
| Plaats | Club                | Wed. | W | G | V | Saldo | Ptn. |
| ------ | ------------------- | ---- | - | - | - | ----- | ---- |
| 1.     | Operário-MT         | 6    | 2 | 3 | 1 | 8:6   | 9    |
| 2.     | Mixto               | 6    | 2 | 3 | 1 | 6:6   | 9    |
| 3.     | Araguaína           | 6    | 2 | 1 | 3 | 6:8   | 7    |
| 4.     | Ulbra Ji-Paranà (1) | 6    | 1 | 3 | 2 | 7:7   | 0    |

(1): Ulbra Ji-Paraná kreeg zes strafpunten voor het opstellen van een niet-speelgerechtigde speler.
|  | Geplaatst voor tweede fase |

### Groep 4
| Plaats | Club       | Wed. | W | G | V | Saldo | Ptn. |
| ------ | ---------- | ---- | - | - | - | ----- | ---- |
| 1.     | Ríver      | 6    | 4 | 1 | 1 | 12:4  | 13   |
| 2.     | Maranhão   | 6    | 3 | 1 | 2 | 8:6   | 10   |
| 3.     | Imperatriz | 6    | 2 | 2 | 2 | 6:4   | 8    |
| 4.     | Flamengo   | 6    | 0 | 2 | 4 | 3:15  | 2    |

|  | Geplaatst voor tweede fase |

### Groep 5
| Plaats | Club        | Wed. | W | G | V | Saldo | Ptn. |
| ------ | ----------- | ---- | - | - | - | ----- | ---- |
| 1.     | Icasa       | 6    | 3 | 3 | 0 | 13:7  | 12   |
| 2.     | Porto       | 6    | 3 | 2 | 1 | 10:8  | 11   |
| 3.     | Baraúnas    | 6    | 1 | 2 | 3 | 8:12  | 5    |
| 4.     | Botafogo-PB | 6    | 1 | 1 | 4 | 8:12  | 4    |

|  | Geplaatst voor tweede fase |

### Groep 6
| Plaats | Club                | Wed. | W | G | V | Saldo | Ptn. |
| ------ | ------------------- | ---- | - | - | - | ----- | ---- |
| 1.     | Ferroviário         | 6    | 3 | 1 | 2 | 9:9   | 10   |
| 2.     | Treze               | 6    | 2 | 3 | 1 | 7:5   | 9    |
| 3.     | Potiguar de Mossoró | 6    | 2 | 2 | 2 | 6:3   | 8    |
| 4.     | Ypiranga (1)        | 6    | 1 | 2 | 3 | 6:11  | -1   |

(1): Ypiranga kreeg zes strafpunten voor het opstellen van een niet-speelgerechtigde speler.
|  | Geplaatst voor tweede fase |

### Groep 7
| Plaats | Club      | Wed. | W | G | V | Saldo | Ptn. |
| ------ | --------- | ---- | - | - | - | ----- | ---- |
| 1.     | Bahia     | 6    | 4 | 1 | 1 | 12:7  | 13   |
| 2.     | Confiança | 6    | 2 | 3 | 1 | 8:7   | 9    |
| 3.     | CSA       | 6    | 1 | 2 | 3 | 8:10  | 5    |
| 4.     | Colo Colo | 6    | 1 | 2 | 3 | 8:12  | 5    |

|  | Geplaatst voor tweede fase |

### Groep 8
| Plaats | Club             | Wed. | W | G | V | Saldo | Ptn. |
| ------ | ---------------- | ---- | - | - | - | ----- | ---- |
| 1.     | Vitória-BA       | 6    | 3 | 2 | 1 | 11:6  | 11   |
| 2.     | Coruripe         | 6    | 3 | 2 | 1 | 9:7   | 11   |
| 3.     | Olímpico Pirambu | 6    | 2 | 1 | 3 | 8:9   | 7    |
| 4.     | Ipitanga         | 6    | 1 | 1 | 4 | 5:11  | 4    |

|  | Geplaatst voor tweede fase |

### Groep 9
| Plaats | Club      | Wed. | W | G | V | Saldo | Ptn. |
| ------ | --------- | ---- | - | - | - | ----- | ---- |
| 1.     | Jataiense | 6    | 3 | 3 | 0 | 12:6  | 12   |
| 2.     | Anapolina | 6    | 2 | 4 | 0 | 13:6  | 10   |
| 3.     | Luziânia  | 6    | 1 | 1 | 4 | 5:15  | 4    |
| 4.     | Coxim     | 6    | 0 | 4 | 2 | 4:7   | 4    |

|  | Geplaatst voor tweede fase |

### Groep 10
| Plaats | Club                | Wed. | W | G | V | Saldo | Ptn. |
| ------ | ------------------- | ---- | - | - | - | ----- | ---- |
| 1.     | Ituiutaba           | 6    | 4 | 1 | 1 | 8:2   | 11   |
| 2.     | Atlético Goianiense | 6    | 2 | 2 | 2 | 6:6   | 8    |
| 3.     | Chapadão            | 6    | 2 | 1 | 3 | 3:5   | 7    |
| 4.     | Ceilândia (1)       | 6    | 2 | 0 | 4 | 5:9   | 0    |

(1): Ceilândia kreeg zes strafpunten voor het opstellen van een niet-speelgerechtigde speler.
|  | Geplaatst voor tweede fase |

### Groep 11
| Plaats | Club            | Wed. | W | G | V | Saldo | Ptn. |
| ------ | --------------- | ---- | - | - | - | ----- | ---- |
| 1.     | América Mineiro | 6    | 5 | 0 | 1 | 10:4  | 15   |
| 2.     | Grêmio Barueri  | 6    | 4 | 1 | 1 | 7:4   | 13   |
| 3.     | Vitória-ES      | 6    | 1 | 2 | 3 | 5:9   | 5    |
| 4.     | America-RJ      | 6    | 0 | 2 | 4 | 4:9   | 2    |

|  | Geplaatst voor tweede fase |

### Groep 12
| Plaats | Club                 | Wed. | W | G | V | Saldo | Ptn. |
| ------ | -------------------- | ---- | - | - | - | ----- | ---- |
| 1.     | Americano            | 6    | 4 | 2 | 0 | 9:5   | 14   |
| 2.     | Ipatinga             | 6    | 3 | 1 | 2 | 6:4   | 10   |
| 3.     | Juventus             | 6    | 1 | 1 | 4 | 7:9   | 4    |
| 4.     | Estrela do Norte (1) | 6    | 2 | 0 | 4 | 5:9   | -12  |

(1): Estrela do Norte kreeg 18 strafpunten voor het opstellen van drie niet-speelgerechtigde spelers.
|  | Geplaatst voor tweede fase |

### Groep 13
| Plaats | Club                      | Wed. | W | G | V | Saldo | Ptn. |
| ------ | ------------------------- | ---- | - | - | - | ----- | ---- |
| 1.     | Cabofriense               | 6    | 3 | 2 | 1 | 10:6  | 11   |
| 2.     | Rio Branco-SP             | 6    | 3 | 1 | 2 | 13:8  | 10   |
| 3.     | Madureira                 | 6    | 2 | 1 | 3 | 8:7   | 7    |
| 4.     | União Agrícola Barbarense | 6    | 2 | 0 | 4 | 5:15  | 6    |

|  | Geplaatst voor tweede fase |

### Groep 14
| Plaats | Club                 | Wed. | W | G | V | Saldo | Ptn. |
| ------ | -------------------- | ---- | - | - | - | ----- | ---- |
| 1.     | J. Malucelli         | 6    | 3 | 1 | 2 | 8:4   | 10   |
| 2.     | Noroeste             | 6    | 2 | 3 | 1 | 5:5   | 9    |
| 3.     | ADAP                 | 6    | 1 | 4 | 1 | 4:5   | 7    |
| 4.     | América de Rio Preto | 6    | 1 | 2 | 3 | 4:7   | 5    |

|  | Geplaatst voor tweede fase |

### Groep 15
| Plaats | Club          | Wed. | W | G | V | Saldo | Ptn. |
| ------ | ------------- | ---- | - | - | - | ----- | ---- |
| 1.     | Joinville     | 6    | 3 | 2 | 1 | 8:4   | 11   |
| 2.     | Ulbra         | 6    | 2 | 4 | 0 | 7:5   | 10   |
| 3.     | Caxias        | 6    | 2 | 1 | 3 | 8:7   | 7    |
| 4.     | Rio Branco-PR | 6    | 1 | 1 | 4 | 3:10  | 4    |

|  | Geplaatst voor tweede fase |

### Groep 16
| Plaats | Club              | Wed. | W | G | V | Saldo | Ptn. |
| ------ | ----------------- | ---- | - | - | - | ----- | ---- |
| 1.     | Brasil de Pelotas | 6    | 5 | 0 | 1 | 10:8  | 15   |
| 2.     | Criciúma          | 6    | 4 | 1 | 1 | 20:9  | 13   |
| 3.     | Novo Hamburgo     | 6    | 2 | 1 | 3 | 7:14  | 7    |
| 4.     | Marcílio Dias     | 6    | 0 | 0 | 6 | 7:13  | 0    |

|  | Geplaatst voor tweede fase |

## Tweede fase

### Groep 17
| Plaats | Club        | Wed. | W | G | V | Saldo | Ptn. |
| ------ | ----------- | ---- | - | - | - | ----- | ---- |
| 1.     | Ananindeua  | 6    | 3 | 2 | 1 | 12:8  | 11   |
| 2.     | Tuna Luso   | 6    | 3 | 1 | 2 | 10:8  | 10   |
| 3.     | Maranhão    | 6    | 2 | 1 | 3 | 12:12 | 7    |
| 4.     | Operário-MT | 6    | 1 | 2 | 3 | 8:14  | 5    |

|  | Geplaatst voor derde fase |

### Groep 18
| Plaats | Club       | Wed. | W | G | V | Saldo | Ptn. |
| ------ | ---------- | ---- | - | - | - | ----- | ---- |
| 1.     | Ríver      | 6    | 3 | 2 | 1 | 9:4   | 11   |
| 2.     | Rio Negro  | 6    | 2 | 2 | 2 | 4:7   | 8    |
| 3.     | Fast Clube | 6    | 2 | 1 | 3 | 10:8  | 7    |
| 4.     | Mixto      | 6    | 1 | 3 | 2 | 4:8   | 6    |

|  | Geplaatst voor derde fase |

### Groep 19
| Plaats | Club     | Wed. | W | G | V | Saldo | Ptn. |
| ------ | -------- | ---- | - | - | - | ----- | ---- |
| 1.     | Bahia    | 6    | 4 | 0 | 2 | 12:10 | 12   |
| 2.     | Treze    | 6    | 2 | 2 | 2 | 10:9  | 8    |
| 3.     | Coruripe | 6    | 2 | 1 | 3 | 8:10  | 7    |
| 4.     | Icasa    | 6    | 1 | 3 | 2 | 10:11 | 6    |

|  | Geplaatst voor derde fase |

### Groep 20
| Plaats | Club        | Wed. | W | G | V | Saldo | Ptn. |
| ------ | ----------- | ---- | - | - | - | ----- | ---- |
| 1.     | Vitória-BA  | 6    | 4 | 0 | 2 | 14:6  | 12   |
| 2.     | Ferroviário | 6    | 3 | 2 | 1 | 10:9  | 11   |
| 3.     | Confiança   | 6    | 1 | 2 | 3 | 7:11  | 5    |
| 4.     | Porto       | 6    | 1 | 2 | 3 | 4:9   | 5    |

|  | Geplaatst voor derde fase |

### Groep 21
| Plaats | Club                | Wed. | W | G | V | Saldo | Ptn. |
| ------ | ------------------- | ---- | - | - | - | ----- | ---- |
| 1.     | Ipatinga            | 6    | 4 | 0 | 2 | 11:5  | 12   |
| 2.     | América Mineiro     | 6    | 3 | 1 | 2 | 13:5  | 10   |
| 3.     | Atlético Goianiense | 6    | 2 | 2 | 2 | 7:7   | 8    |
| 4.     | Jataiense           | 6    | 0 | 3 | 3 | 6:20  | 3    |

|  | Geplaatst voor derde fase |

### Groep 22
| Plaats | Club           | Wed. | W | G | V | Saldo | Ptn. |
| ------ | -------------- | ---- | - | - | - | ----- | ---- |
| 1.     | Grêmio Barueri | 6    | 4 | 0 | 2 | 11:7  | 12   |
| 2.     | Anapolina      | 6    | 3 | 1 | 2 | 8:8   | 10   |
| 3.     | Ituiutaba      | 6    | 2 | 1 | 3 | 8:10  | 7    |
| 4.     | Americano      | 6    | 2 | 0 | 4 | 8:10  | 6    |

|  | Geplaatst voor derde fase |

### Groep 23
| Plaats | Club        | Wed. | W | G | V | Saldo | Ptn. |
| ------ | ----------- | ---- | - | - | - | ----- | ---- |
| 1.     | Noroeste    | 6    | 3 | 1 | 2 | 9:5   | 10   |
| 2.     | Criciúma    | 6    | 3 | 1 | 2 | 10:9  | 10   |
| 3.     | Joinville   | 6    | 3 | 0 | 3 | 12:10 | 9    |
| 4.     | Cabofriense | 6    | 2 | 0 | 4 | 8:15  | 6    |

|  | Geplaatst voor derde fase |

### Groep 24
| Plaats | Club              | Wed. | W | G | V | Saldo | Ptn. |
| ------ | ----------------- | ---- | - | - | - | ----- | ---- |
| 1.     | J. Malucelli      | 6    | 3 | 3 | 0 | 9:6   | 12   |
| 2.     | Brasil de Pelotas | 6    | 3 | 1 | 2 | 6:3   | 10   |
| 3.     | Ulbra             | 6    | 1 | 3 | 2 | 4:7   | 6    |
| 4.     | Rio Branco-SP     | 6    | 0 | 3 | 3 | 2:5   | 3    |

|  | Geplaatst voor derde fase |

## Derde fase

### Groep 25
| Plaats | Club           | Wed. | W | G | V | Saldo | Ptn. |
| ------ | -------------- | ---- | - | - | - | ----- | ---- |
| 1.     | Bahia          | 6    | 4 | 1 | 1 | 7:4   | 13   |
| 2.     | Ferroviário    | 6    | 2 | 2 | 2 | 9:8   | 8    |
| 3.     | Ananindeua (1) | 6    | 4 | 1 | 1 | 14:4  | 7    |
| 4.     | Rio Negro      | 6    | 0 | 0 | 6 | 2:15  | 0    |

(1): Ananindeua kreeg zes strafpunten voor het opstellen van een niet-speelgerechtigde speler.
|  | Geplaatst voor finalegroep |

### Groep 26
| Plaats | Club       | Wed. | W | G | V | Saldo | Ptn. |
| ------ | ---------- | ---- | - | - | - | ----- | ---- |
| 1.     | Vitória-BA | 6    | 3 | 2 | 1 | 13:9  | 11   |
| 2.     | Treze      | 6    | 3 | 2 | 1 | 6:5   | 11   |
| 3.     | Tuna Luso  | 6    | 3 | 0 | 3 | 11:9  | 9    |
| 4.     | Ríver      | 6    | 1 | 0 | 5 | 8:15  | 3    |

|  | Geplaatst voor finalegroep |

### Groep 27
| Plaats | Club              | Wed. | W | G | V | Saldo | Ptn. |
| ------ | ----------------- | ---- | - | - | - | ----- | ---- |
| 1.     | Ipatinga          | 6    | 4 | 0 | 2 | 10:6  | 12   |
| 2.     | Brasil de Pelotas | 6    | 3 | 2 | 1 | 8:7   | 11   |
| 3.     | Noroeste          | 6    | 2 | 1 | 3 | 10:11 | 7    |
| 4.     | Anapolina         | 6    | 0 | 3 | 3 | 5:9   | 3    |

|  | Geplaatst voor finalegroep |

### Groep 28
| Plaats | Club            | Wed. | W | G | V | Saldo | Ptn. |
| ------ | --------------- | ---- | - | - | - | ----- | ---- |
| 1.     | Grêmio Barueri  | 6    | 4 | 0 | 2 | 10:9  | 12   |
| 2.     | Criciúma        | 6    | 3 | 1 | 2 | 7:4   | 10   |
| 3.     | América Mineiro | 6    | 2 | 2 | 2 | 9:8   | 8    |
| 4.     | J. Malucelli    | 6    | 0 | 3 | 3 | 3:8   | 3    |

|  | Geplaatst voor finalegroep |

## Finalegroep
| Plaats | Club              | Wed. | W | G | V | Saldo | Ptn. |
| ------ | ----------------- | ---- | - | - | - | ----- | ---- |
| 1.     | Criciúma          | 14   | 9 | 4 | 1 | 27:11 | 31   |
| 2.     | Vitória-BA        | 14   | 8 | 1 | 5 | 23:18 | 25   |
| 3.     | Ipatinga          | 14   | 7 | 3 | 4 | 21:15 | 24   |
| 4.     | Grêmio Barueri    | 14   | 7 | 2 | 5 | 27:22 | 23   |
| 5.     | Ferroviário       | 14   | 6 | 1 | 7 | 21:26 | 19   |
| 6.     | Bahia             | 14   | 4 | 2 | 8 | 21:30 | 14   |
| 7.     | Brasil de Pelotas | 14   | 4 | 1 | 9 | 16:25 | 13   |
| 8.     | Treze             | 14   | 3 | 2 | 9 | 17:26 | 11   |

|  | Kampioen, promotie naar Série B |
|  | Promotie naar Série B           |

### Kampioen
| Campeonato Brasileiro Série C de 2006 |
| Santa Catarina                        |
| ------------------------------------- |
| CRICIÚMA Kampioen (1° titel)          |